# Kintelan
Kintelan is een bestuurslaag in het regentschap Mojokerto van de provincie Oost-Java, Indonesië. Kintelan telt 3685 inwoners (volkstelling 2010).